# Всероссийский день призывника
Всероссийский день призывника — установленный президентским указом в 1992 году праздничный день для российских призывников — мужчин в возрасте от 18 до 30 лет, которые согласно Федеральному Закону № 53-ФЗ от 28 марта 1998 года «О воинской обязанности и военной службе» подлежат призыву на срочную военную службу в ряды Вооружённых сил Российской Федерации (ВС России). «День призывника» отмечается в России ежегодно, 15 ноября. Является рабочим днём.

## История и празднование
В 1992 году президент Российской Федерации Борис Николаевич Ельцин своим распоряжением установил «Всероссийский день призывника». Сделано это было «в целях повышения общегосударственной значимости и престижа воинской службы, улучшения военно‑патриотического воспитания молодежи». Эта дата совпадает с осенним призывом в ВС России.
В России существуют традиции празднования этого дня. В некоторых городах проводятся праздничные и военно-патриотические мероприятия, для призывников организуются экскурсии в воинские части и музеи, проводится разъяснительная работа среди родителей призывников. Нередко призывники встречаются с ветеранами Великой Отечественной войны, участниками контртеррористических операций, посещают памятники воинам-героям, музеи, выставки оружия, места наиболее известных сражений.
Во время «Всероссийского дня призывника» традиционно проводятся показательные выступления военнослужащих спецподразделений и парадные смотры войск.